# Megy a gőzös Kanizsára
A Megy a gőzös Kanizsára Koródy Csobánczi Péter A legény bolondja című népszínművének egyik betétdala. A dal szerzője ismeretlen. A darab bemutatója 1880. április 10-én volt a budapesti Népszínházban, zenéjét Erkel Elek szerezte. A dal a boszniai hadjárat (1878) idején vált népszerűvé. A moldvai csángók is ismerik.
Mára már népdallá vált. Kodály Zoltán a 34. honvéd gyalogezred katonáitól gyűjtötte Kassán, 1916 augusztusában.
Feldolgozás:
| Szerző        | Mire           | Mű                                       |
| ------------- | -------------- | ---------------------------------------- |
| Ludvig József | tangóharmonika | Kicsiny falu, ott születtem én, 3. oldal |

## Kotta és dallam
| Megy a gőzös, megy a gőzös Kanizsára, kanizsai, kanizsai állomásra. Elöl ül a masiniszta, ki a gőzöst, ki a gőzöst igazítja. | Megy a gőzös, megy a gőzös Kanizsára, kanizsai állomásról Boszniába. Én vagyok a vezetője, szőke kislány, barna kislány szeretője. | Megy a gőzös, megy a gőzös Kanizsára, kanizsai állomásról Boszniába. Benne ül a bíró lánya, ihaj, tyuhaj, százfodros a tunikája. |

1929–35 között, a Csehszlovákia Kommunista Pártja választási sikereinek idején az alábbi szöveggel énekelték a Felvidéken:
| Megy a proli, megy a proli szavazásra. Megy a proli, megy a proli szavazásra. Elöl megyen Major Pista, győzni fog a, győzni fog a négyes lista! | Eszterházy azt dalolja, gyertek vélem. Eszterházy azt dalolja, gyertek vélem. Ígért búzát, sült galambot,, várhatsz testvér, munkástestvér, míg megkapod. |

## Felvételek
- Megy a gőzös. Tükrös együttes  YouTube (2014. január 19.)  (Hozzáférés: 2016. február 23.) (videó)